# V454 Большой Медведицы
V454 Большой Медведицы (лат. V454 Ursae Majoris) — одиночная переменная звезда в созвездии Большой Медведицы на расстоянии приблизительно 8492 световых лет (около 2603 парсеков) от Солнца. Видимая звёздная величина звезды — от +13,8m до +13,4m.

## Характеристики
V454 Большой Медведицы — вращающаяся переменная звезда типа BY Дракона (BY).